# Batalha de Cavite
A Batalha Naval de Cavite também conhecida como Batalha Naval da Baía de Manila ocorreu em 1 de maio de 1898, durante a Guerra Hispano-Americana. A esquadra asiática americana sob o comando do comodoro George Dewey destruiu a esquadra espanhola do Pacífico sob o comando do almirante Patricio Montojo. A batalha ocorreu em Baía de Manila, nas Filipinas, e foi o primeiro grande afrontamento da Guerra Hispano-Americana.

## Prelúdio
Almirante Montojo, que tinha sido despachado rapidamente para as Filipinas, foi equipado com uma variedade de navios obsoletos. Esforços para fortalecer a sua posição foi de pouco. A burocracia espanhola sabia que não podia ganhar a guerra e viu a resistência como pouco mais do que um exercício para salvar a face. Ações da administração trabalhou contra o esforço, o envio de explosivos destinados a minas navais para as empresas de construção civil, enquanto a frota espanhola em Manila foi seriamente sob tripulada pelos marinheiros inexperientes que não receberam qualquer treinamento para mais de um ano. Os reforços prometidos desde Madrid resultou em apenas dois cruzadores escoteiros mal blindados sendo enviados ao mesmo tempo, as autoridades transferiram uma esquadra da frota de Manila sob o almirante Pascual Cervera para reforçar o Caribe. Montojo composta as suas dificuldades, colocando seus navios fora do alcance da artilharia de costa espanhola (que poderia ter igualado as chances) e escolher uma ancoragem relativamente rasa. Sua intenção parece ter sido para poupar Manila a partir do bombardeamento e permitir que todos os sobreviventes de sua frota para nadar em segurança. O porto era protegido por seis baterias da costa e três fortalezas cujo fogo durante a batalha provou ser ineficaz. Apenas Fort San Antonio Abad tinham armas com alcance suficiente para atingir a frota americana, mas Dewey nunca veio dentro de seu alcance durante a batalha.

## Batalha
Às 07h00 em 30 de abril, Montojo foi informado de que os navios de Dewey tinha sido visto em Baía de Subic naquela manhã. Enquanto a Baía de Manila foi considerado inavegável à noite por estrangeiros, Montojo esperava um ataque na manhã seguinte. O cônsul americano em Manila, no entanto, tinha fornecido a Dewey com informações detalhadas sobre o estado das defesas espanholas e da falta de preparação da frota espanhola, levando-o a entrar na baía imediatamente. À meia-noite Dewey, a bordo do cruzador protegido USS Olympia, levou sua esquadra para a Baía de Manila. Passando a entrada, duas minas espanholas explodiram mas foram ineficazes como estavam bem abaixo da area protegida de qualquer um dos navios devido à profundidade da água. Dentro da baía, os navios normalmente usaram o canal norte entre a Ilha Corregidor e da costa norte e este era o único canal minado. Dewey em vez disso usou o canal sul sem minas entre El Fraile e Ilha Caballo. A bateria de El Fraile disparou algumas rodadas, mas a variedade era muito grande. O McCulloch, Nanshan e Zafiro estavam agora separado da linha e não levaram mais parte nos combates. Às 05h15 de 1 de maio, a esquadra estava fora de Manila e a bateria de Cavite dispararam tiros em vão. As baterias da costa e da frota espanhola, em seguida, abriram fogo, mas todos os disparos foram em vão por que a frota ainda estava fora do alcance. Às 05:41 com a frase agora famosa, "Você pode disparar quando estiver pronto, Gridley". o capitão do Olympia foi instruído a começar a destruição da frota espanhola.
A esquadra dos Estados Unidos virou na frente dos navios espanhóis e do forte na linha de frente, disparando seus canhões portuários. Eles, então, virou-se e passou para trás, disparando seus canhões estibordo. Este processo foi repetido cinco vezes, cada vez fechando a faixa de 4 600 metros para 1 800 metros. As forças espanholas tinham sido alertadas, e a maioria estavam prontas para a ação, mas eles estavam em desvantagem de armamento. Oito navios espanhóis, as baterias de terra, e os fortes responderam ao fogo de duas horas e meia, embora a variedade era grande demais para os canhões em terra. Cinco outros pequenos navios espanhóis não estavam engajados.
Montojo aceitou que sua causa era inútil e ordenou que seus navios a rendição para o inimigo, se possível. Grande parte da frota de fogo americano foi, então, dirigida a ela e ela estava destroçada. Da tripulação de 400, mais de 200, incluindo Montojo, eram baixas e apenas dois homens permaneceram que foram capazes de manejar seus canhões. O navio conseguiu retornar à costa e Montojo ordenou que fosse afundado. O Castilla, que só tinham armas do lado da porta, teve seu seguimento a cabo para a frente, fazendo-a girar sobre, apresentando seu lado estibordo desarmado. O capitão então ordenou que ela fosse afundada e abandonada. O Ulloa foi atingido por um disparo na linha d'água, que matou seu capitão e feridos que era a metade da tripulação. O Luzon tinha três canhões de ação, mas foi caso contrário todos estavam ilesos. O Duero perdeu um motor e só tinha um canhão à esquerda capaz de disparar.

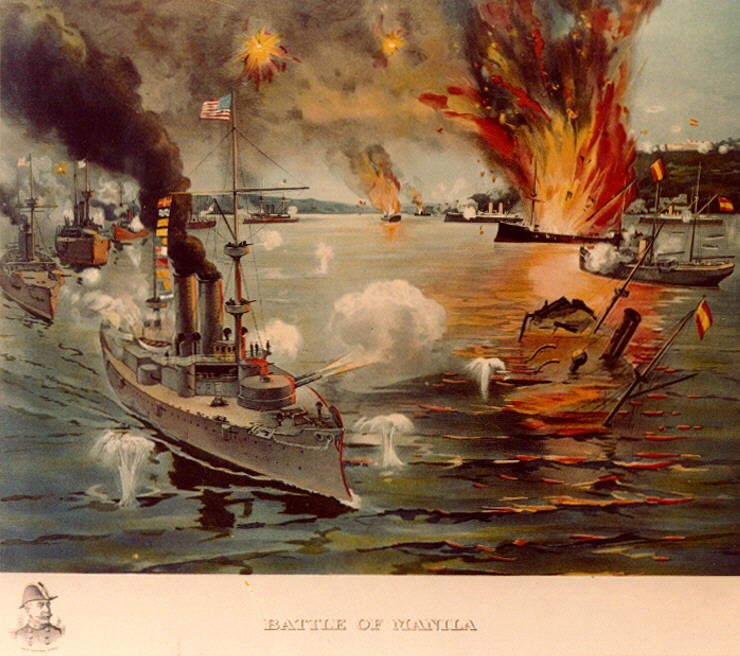
Contemporânea de impressão colorida, mostrando em primeiro plano à esquerda, levando a esquadra asiática dos Estados Unidos em destruir a frota espanhola ao largo de Cavite. Um retrato da vinheta do contra-almirante George Dewey é apresentado no canto inferior esquerdo.

Às 07h45, após o capitão Gridley enviou uma mensagem para Dewey que tinha apenas 15 rodadas de munição por canhão, ele ordenou uma retirada imediata. Para preservar a moral, ele informou as equipes que o impasse na batalha era permitir que as equipes de tomar café da manhã. De acordo com um observador no Olympia, pelo menos três de seus navios (espanhóis) estiveram em chamas, mas isso teve um dos nossos. Estes incêndios tinham sido apagados, sem lesão aparente para os navios. De um modo geral, nada de grande importância ocorreu para mostrar que tinham sidos danificados seriamente qualquer navio espanhol. Montojo aproveitou a oportunidade para agora mover os navios restantes para Baía de Bacoor, onde eles foram ordenados a resistir por tanto tempo quanto possível.
A conferência de capitães no Olympia revelou poucos danos e nenhum homem morto. Foi descoberto que a mensagem de munição original tinha sido distorcida em vez de apenas 15 rodadas de munição por canhão restantes, a mensagem queria dizer apenas 15 rodadas de munição por canhão tinha sido gastas. Durante os relatórios de conferências que chegaram sons de explosão de munição havia sido ouvidos e disparos avistados no Cristina e Castilla. Às 10h40 a ação foi retomada, mas os espanhóis ofereceram pouca resistência e Montojo emitiu ordens para os navios restantes para ser cancelada. O Olympia, Baltimore e Boston, em seguida, dispararam na bateria de Sangley ponto de colocá-lo fora de ação e acompanhou por afundar o Ulloa. O Concord disparou no transporte Mindanao, cuja tripulação abandonou o navio imediatamente. O USS Petrel disparou contra os escritórios do governo junto ao arsenal e uma bandeira branca foi levantada sobre o prédio após o qual todos os disparos cessaram.
De acordo com fontes americanas, Dewey ganhou a batalha com sete homens levemente feridos, um total de nove feridos, e apenas uma única fatalidade entre sua equipe: Francis B. Randall, engenheiro-chefe no McCulloch, de ataque cardíaco. Por outro lado, o  historiador espanhol naval Agustín Ramón Rodríguez González sugere que Dewey sofreu perdas mais pesadas, mas ainda muito mais baixa do que as da esquadra espanhola. Rodríguez observa que as autoridades espanholas estimaram as baixas americanas em 13 tripulantes mortos e mais de 30 ficaram feridos com base em informações confiáveis coletadas pelo consulado espanhol em Hong Kong. De acordo com Rodríguez, Dewey pode ter escondido as mortes e feridos, incluindo os números entre os 155 homens que supostamente desertaram durante a campanha. Como a maioria dos tripulantes baixo do ranking não eram cidadãos americanos (com muitos deles sendo de origem asiática), isso teria sido fácil de fazer.

## Ação subseqüente

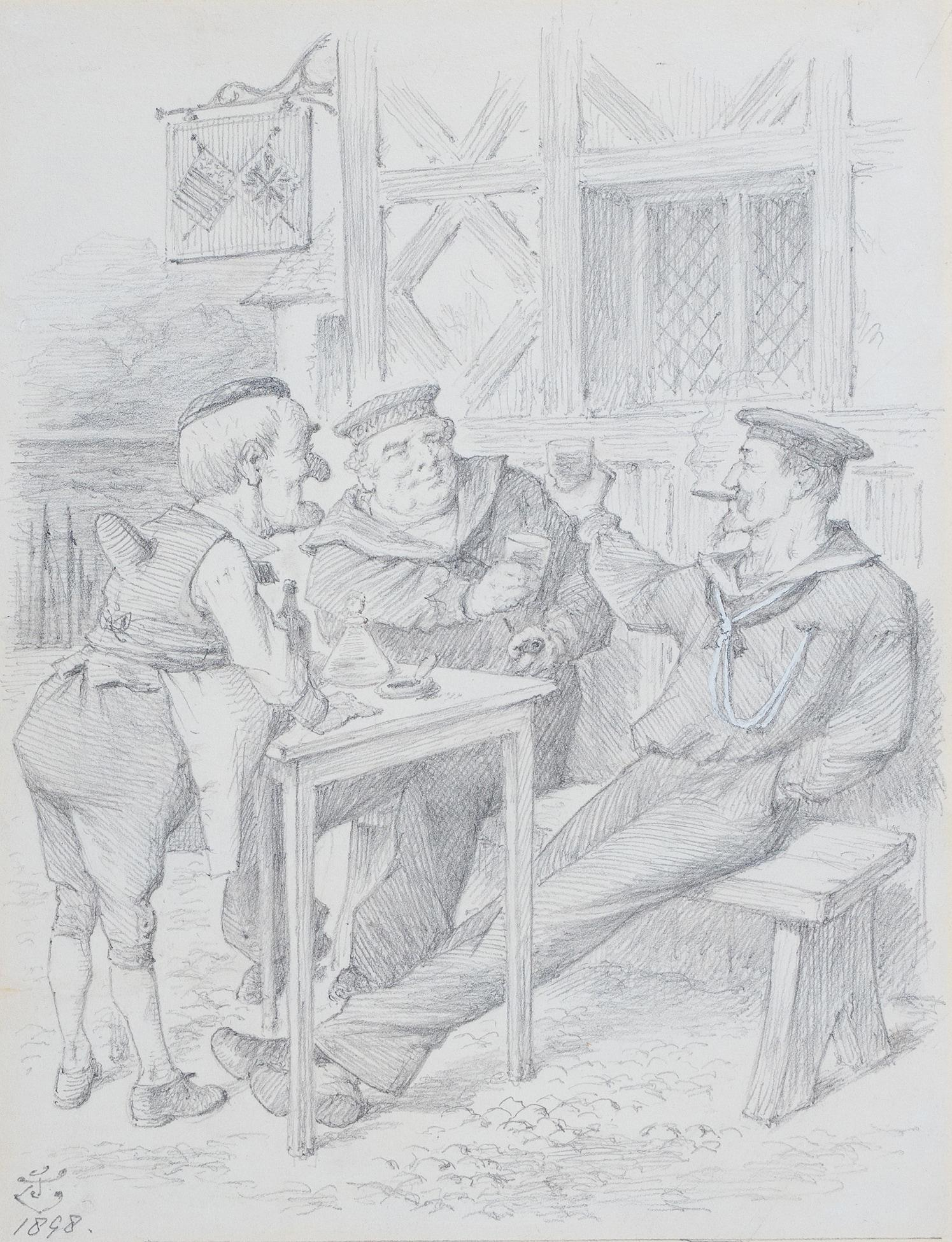
"Mr Punch and Britannia toasting the USA after their defeat of Spain at the Battle of Manila Bay" (1898), by John Tenniel

A tentativa espanhola de atacar Dewey com a força-tarefa naval conhecida como Cámara's Flying Relief Column deu em nada, e que a guerra naval, nas Filipinas transformou em uma série de ataques de barcos torpedeiros para o resto da campanha. Enquanto os espanhóis marcavam vários golpes, não houve mortes americanas diretamente atribuíveis à tiros dos espanhóis.
Em 2 de maio, Dewey desembarcou uma força de fuzileiros navais em Cavite. Eles completaram a destruição da frota espanhola e baterias e estabeleceram uma guarda para a proteção dos hospitais espanhóis. A resistência das fortalezas era fraca. O Olympia transformou alguns canhões no arsenal de Cavite, detonando sua revista, e terminando como fogo das baterias espanholas.

## Consequências

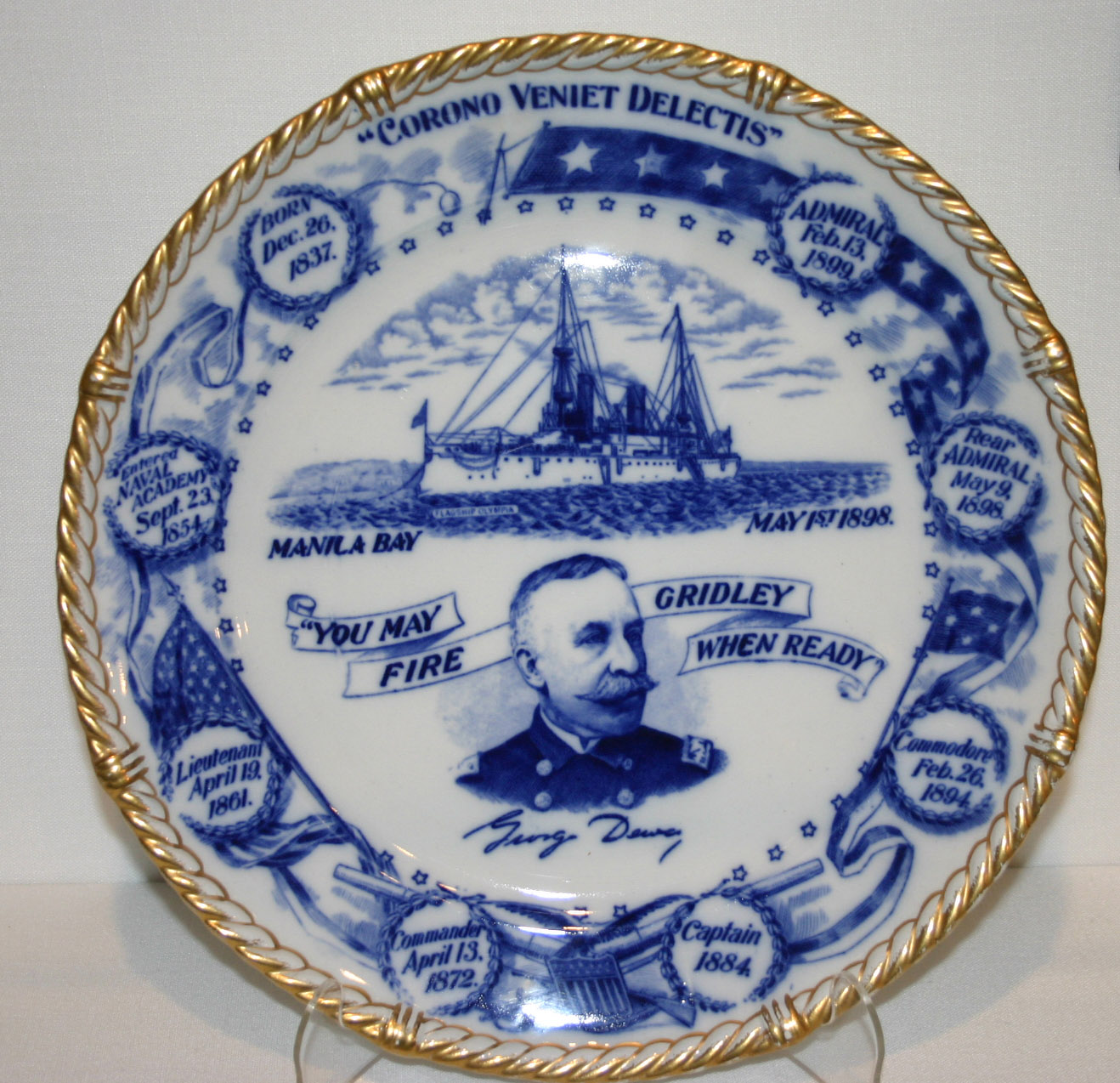
Plato comemorativa da Guerra Hispano-Americana em homenagem a George Dewey e sua vitória.

Em reconhecimento da liderança de George Dewey durante a Batalha de Cavite uma medalha especial conhecida como a Medalha Dewey foi apresentada aos oficiais e marinheiros sob o comando do almirante Dewey. Dewey foi posteriormente homenageado com a promoção para a ranking especial de Almirante da Marinha dos Estados Unidos, uma classificação que ninguém tenha realizado nem antes nem depois na Marinha dos Estados Unidos. Com base na sua popularidade, Dewey brevemente concorreu à presidência em 1900, mas retirou-se e apoiou William McKinley, o titular, que venceu.
Capitânia de Dewey, o Olympia, foi preservado como um navio museu, na Filadélfia, Pensilvânia, no Independence Seaport Museum (antigo Philadelphia Maritime Museum). No entanto, em 2011, o Independence Seaport Museum lançou um esforço para identificar novos administradores para o cruzador e anunciou que o cruzador seria demolido ou afundado a menos que um novo proprietário possa ser encontrado.

## Despachos entre Dewey e o Secretário da Marinha

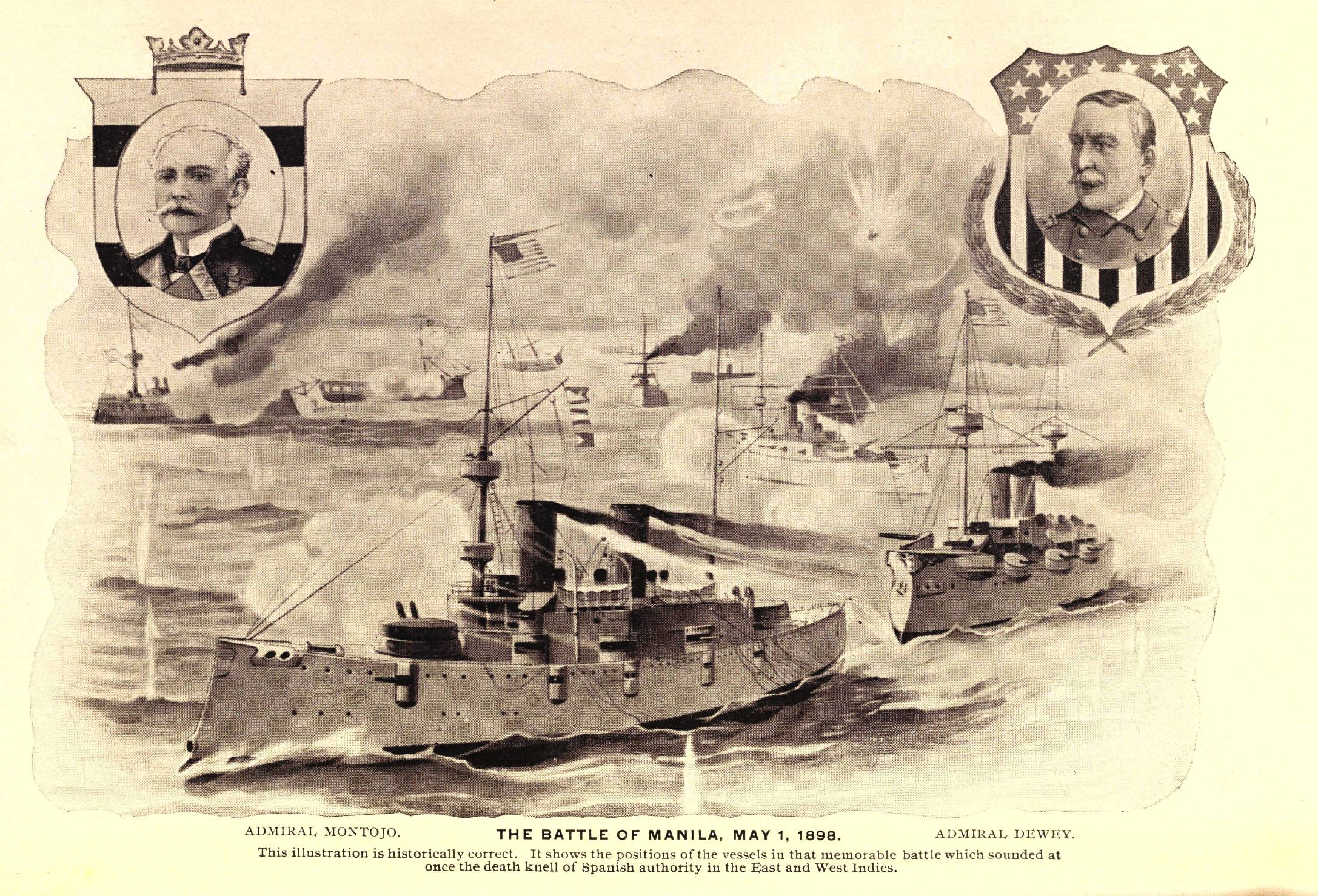
Gravura da Batalha de Cavite com os retratos dos respectivos comandantes, a partir da história e a conquista das Filipinas e os nossos outros bens insulares; abraçando a nossa guerra com os Filipinos de Alden March, 1899.

Vários despachos foram trocados entre Dewey e John D. Long, Secretário da Marinha, imediatamente antes e depois, da Batalha de Cavite. Um despacho notificou Dewey de sua promoção ao grau de contra-almirante:

HONG KONG, 7 de maio de 1898. (Manila, 1 de maio)
SECRETÁRIO DA MARINHA, Washington:

A esquadra chegou a Manila ao amanhecer desta manhã. Engajados imediatamente com o inimigo e destruíram as seguintes navios espanhóis: Reina Christina, Castilla, Don Antonio de Biloa, Don Juan de Austria, Isla de Luzon, Isla de Cuba, General Lezo, Marquis del Duaro, El Curreo, Velasco, um transporte, Isla de Mandano, bateria de água em Cavite. Vou destruir arsenal de Cavite. A esquadra é ileso. Alguns homens ficaram levemente feridos. Eu solicitei ao departamento a enviar imediatamente de San Francisco um navio rápido com munição. O único meio de telegrafar é o cônsul americano em Hong Kong.
DEWEY.

HONG KONG, 7 de maio de 1898. (Cavite, 4 de maio)
SECRETÁRIO DA MARINHA, Washington:

Tomei posse da estação naval de Cavite, Ilhas Filipinas, e destruiu suas fortificações. Destruiu as fortificações da entrada da baía. Eu controlo a baía completamente e poço tomar a cidade a qualquer momento, mas eu não tenho homens suficientes para segurar. A esquadra esta em excelente saúde e de espírito. As perdas espanholas não são totalmente conhecidas, mas são muito pesadas; 150 mortos, incluindo o capitão, do Reina Cristina, somente. Estou ajudando e protegendo os espanhóis doentes e feridos, 250 em número, neste hospital, dentro de nossas linhas. Será que a munição foram enviados? Peço resposta sem demora. Eu posso fornecer carvão para a esquadra e provisões durante um longo período. Muita emoção em Manila. Escassez de provisões por conta de não ter lojas abertas. Vou proteger os residentes estrangeiros.

DEWEY.

WASHINGTON, 7 de maio de 1898.
DEWEY (cônsul americano), Hong kong:

O Presidente, em nome do povo americano, graças a você e seus oficiais e homens para a sua realização e esplêndida vitória esmagadora. Em reconhecimento, ele o nomeou contra-almirante, e irá recomendar um voto de agradecimento a você pelo Congresso como uma base para uma maior promoção. O Charleston deixará de uma vez com o que ela pode transportar a munição. O navio a vapor Pekin da Pacific Mail Steamship Company seguirá com munição e suprimentos. Terá tropas a menos que você telegrafar ao contrário. Quantos você vai precisar?

LONG.

## Galeria

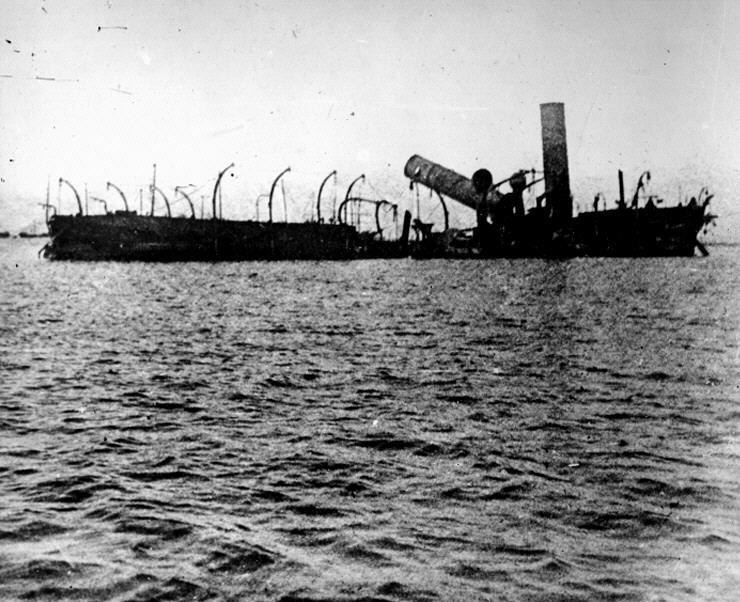
Naufrágio do Regina Cristina
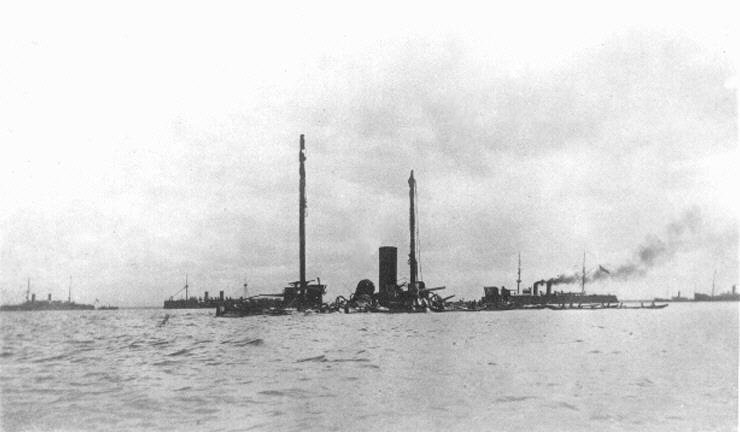
Naufrágio do Castilla
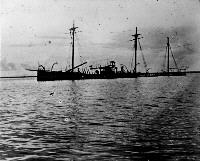
Naufrágio do Don Antonio de Ulloa
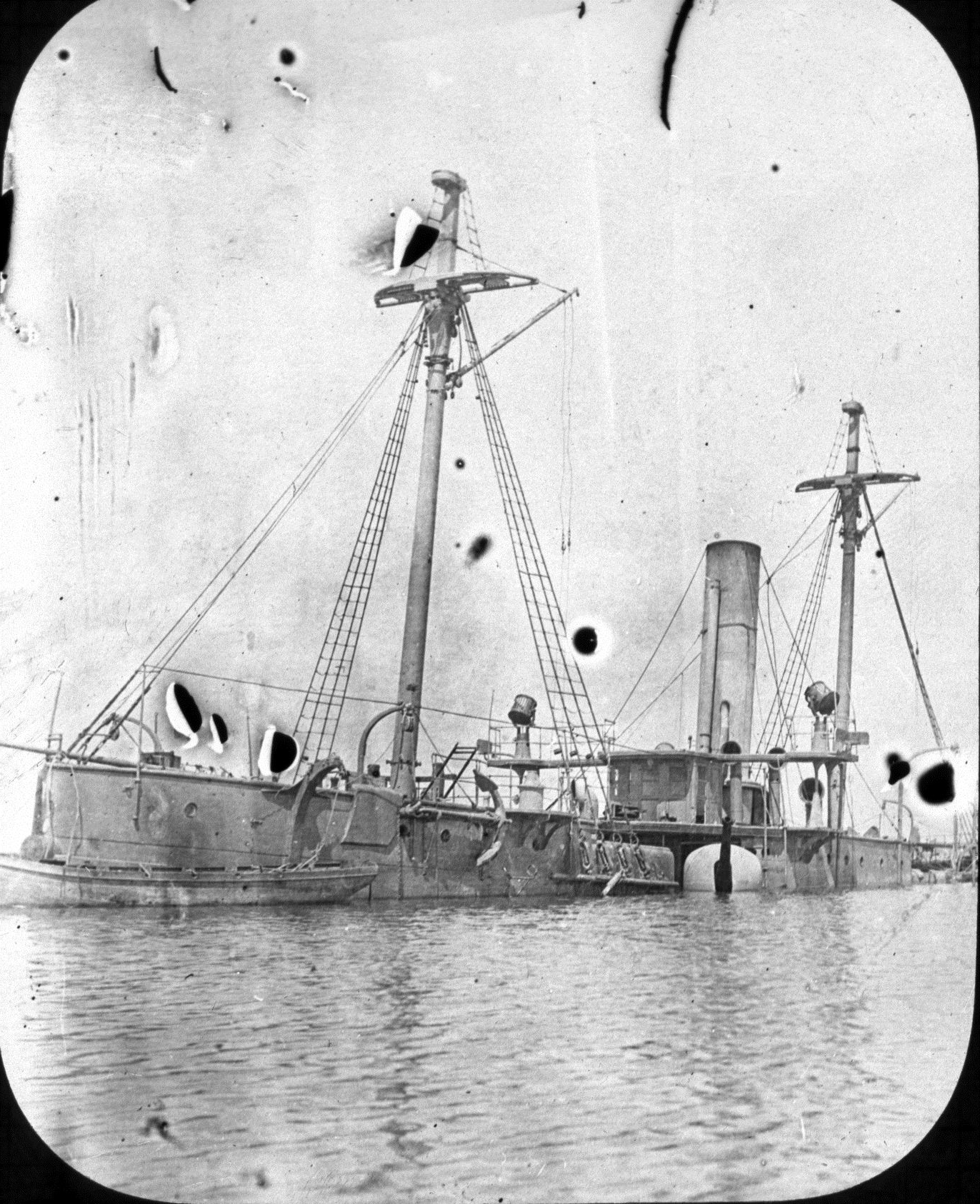
Naufrágio do Isla de Cuba
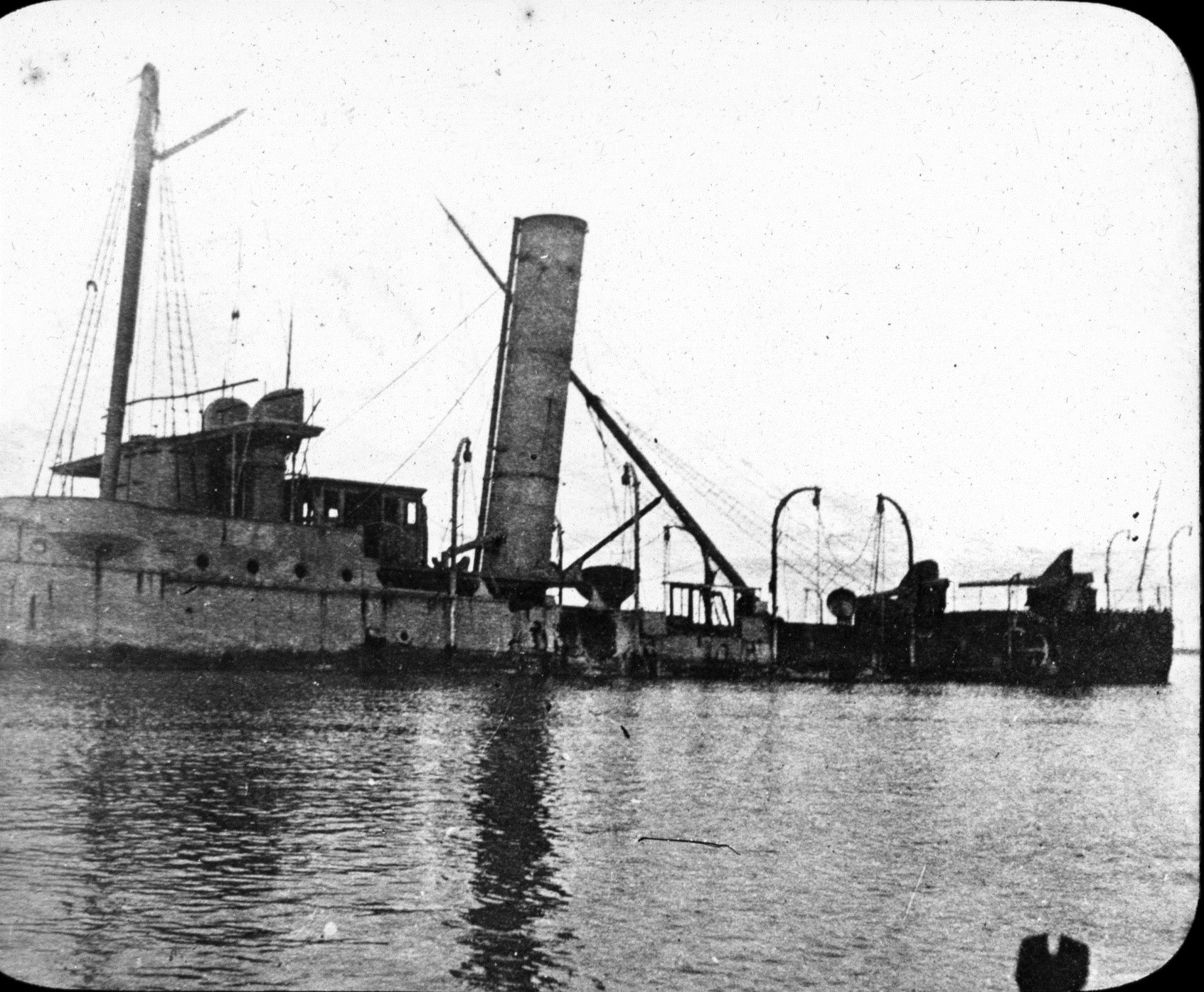
Naufrágio do Isla de Luzon
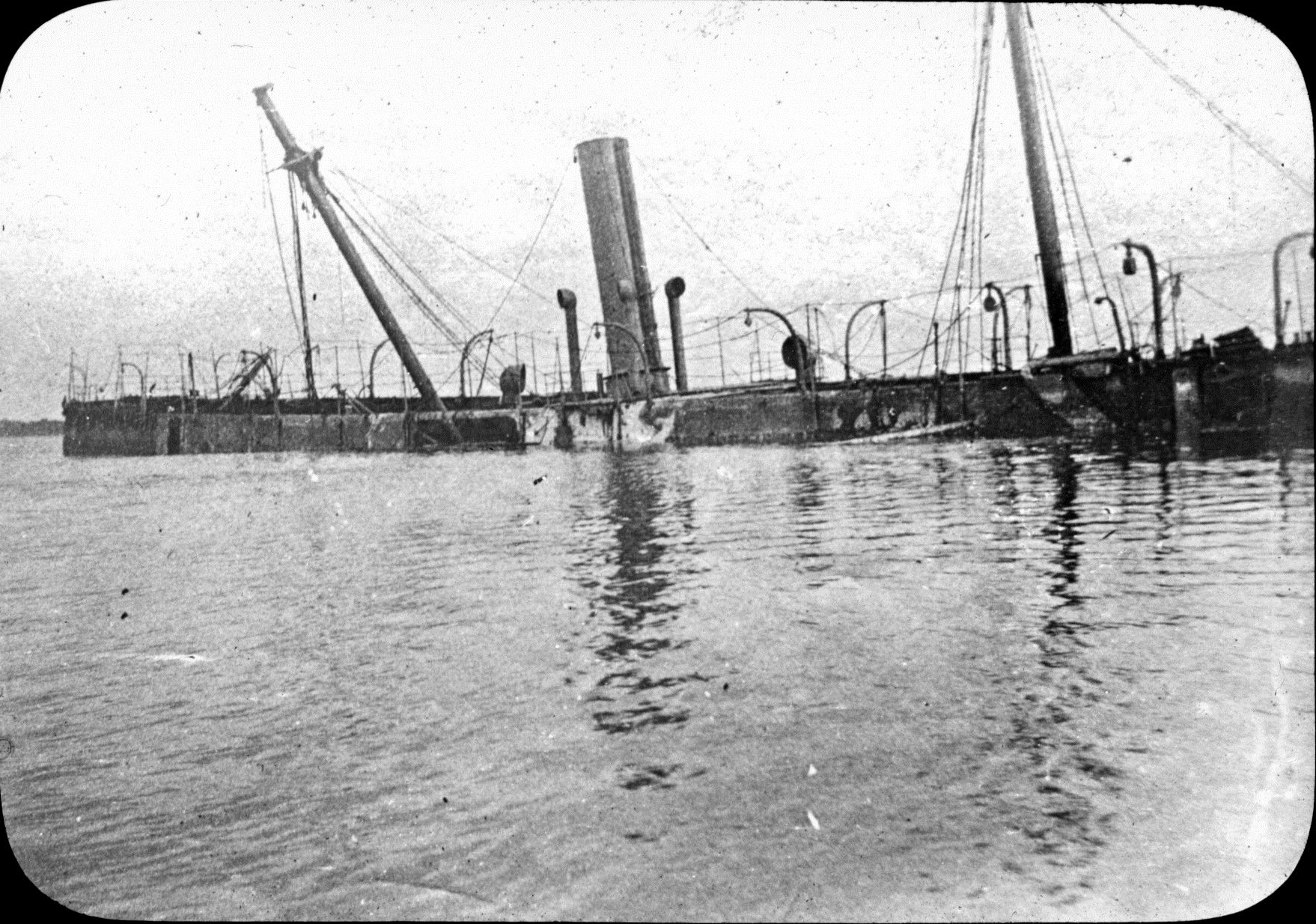
Naufrágio do Velasco